# Escudo tunelador

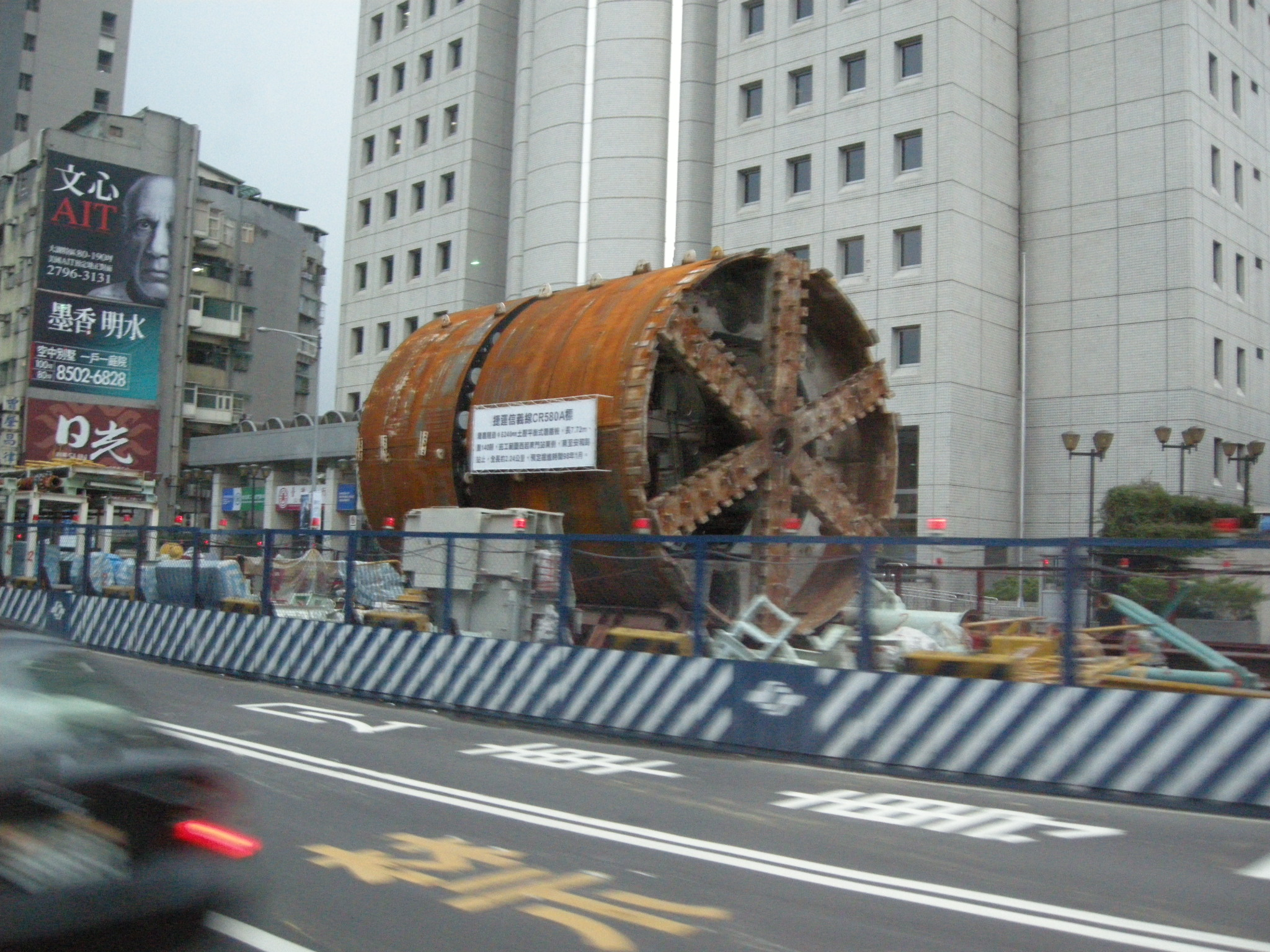
El escudo de una tuneladora utilizada para la construcción de la Línea Xinyi en el sistema del Metro de Taipéi en Taiwán

Un escudo tunelador o escudo de túnel es una estructura protectora utilizada durante la excavación de grandes túneles. Al excavar en terreno blando, con gran afluencia de agua o inestable, existe un peligro potencial para la seguridad de los trabajadores y el proyecto en sí debido a la caída de materiales o a un derrumbe. En estos casos, se puede usar un escudo de túnel como estructura de soporte temporal. Por lo general, está en su lugar a corto plazo, desde que se excava la sección del túnel hasta que se puede revestir con una estructura de soporte permanente. La estructura permanente puede estar compuesta, según la época, por ladrillos, hormigón armado, hierro fundido o acero. Aunque los escudos modernos suelen ser cilíndricos, el primer "escudo", diseñado por Marc Isambard Brunel, era en realidad una estructura de hierro grande, rectangular, similar a un andamio, con tres niveles y doce secciones por nivel, con una sólida plataforma superior para soportar la carga del terreno. La estructura protegía a los hombres de los derrumbes mientras trabajaban dentro de ella, excavando el túnel frente al escudo.
El concepto del escudo clásico se ha trasladado a las modernas tuneladoras, cuyos cabezales desempeñan la función de los primitivos escudos, automatizándola y minimizando el peligro de derrumbe de la galería que se está excavando. 

## Historia

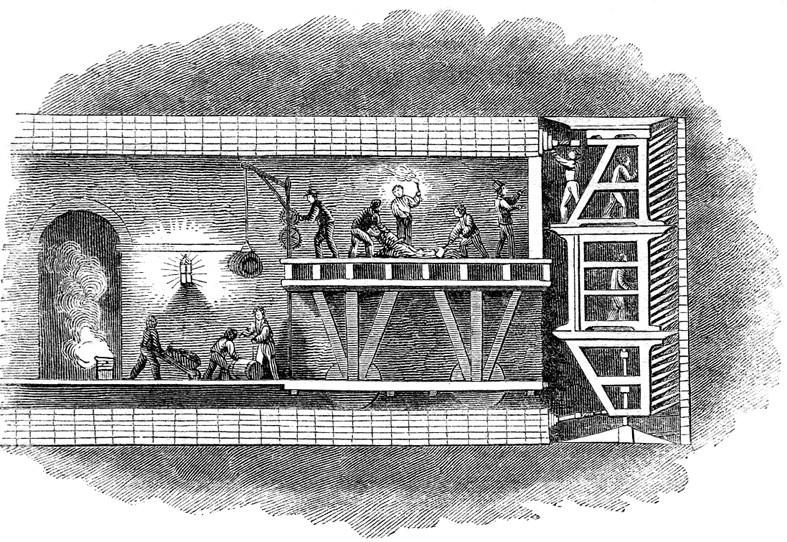
Vista lateral del escudo de excavación (extremo derecho) utilizado para construir el Túnel del Támesis; la estructura de soporte de ladrillo permanente se construye inmediatamente por detrás

Marc Isambard Brunel desarrolló el primer escudo tunelador rectangular exitoso y lo patentó junto con Lord Cochrane en enero de 1818. Brunel y su hijo Isambard Kingdom Brunel lo usaron para excavar el Túnel del Támesis a partir de 1825 (aunque el túnel no se abrió hasta 1843). Se dice que Brunel se inspiró en su diseño en el caparazón del teredo navalis, un molusco cuya eficiencia para perforar madera sumergida observó mientras trabajaba en un astillero. El escudo fue construido por Maudslay, Sons & Field de Lambeth, Londres, quien también construyó las bombas de vapor necesarias para evacuar el agua infiltrada en el túnel.
En 1840, Alfred Ely Beach, editor de la revista "Scientific American", fue el primero en sugerir que un diseño circular sería superior al diseño rectangular de Brunel. En 1868, Beach construyó un escudo circular, cuya imagen se publicó en un artículo de noticias de Nueva York sobre su idea del sistema de túnel neumático. El diseño estaba basado en el escudo con celdas de Brunel y se atornillaba hacia adelante a medida que la cara avanzaba manualmente.
En 1864 Peter W. Barlow patentó un diseño que tenía una sección transversal circular. Teóricamente, esto hizo que el escudo fuera más fácil de construir y más capaz de soportar el suelo circundante; teóricamente, porque nunca se construyó un escudo con este diseño. La patente de Barlow de 1864 se mejoró aún más y se le otorgó una patente provisional en 1868, pero nunca se ratificó porque Barlow murió poco tiempo después.
El diseño original de Brunel fue mejorado sustancialmente por James Henry Greathead, a quien se le concedieron tres patentes para diferentes diseños de escudos. Además, inventó el concepto de lechada de hormigón proyectado para estabilizar los movimientos de tierra con hormigón proyectado, utilizando una bandeja recubierta de grava a través de la que se inyectaba hidráulicamente lechada de refuerzo entre el revestimiento construido y la pared del túnel.
Greathead fue el primero en usar un escudo de túnel cilíndrico, lo que hizo durante la construcción del Tower Subway bajo el río río Támesis en el centro de Londres en 1870. El escudo de Greathead tenía 7 pies 3 pulgadas (2,2 m) de diámetro.
Greathead también usó uno en la construcción del City & South London Railway (hoy parte de la Línea Norte del Metro de Londres) en 1884, con túneles de 10 pies 2 pulgadas (3,1 m) de diámetro. Su escudo también se usó en la ejecución de los túneles de 12 pies 1+3/4 de pulgada (3,7 m) de diámetro para el Ferrocarril de Waterloo & City que se inauguró en 1898. Los escudos utilizados en la galería de la estación de la City (ahora conocida como Bank) permitieron construir los túneles de mayor diámetro en el mundo en ese momento, midiendo 23 pies (7 m).
Un escudo Greathead original utilizado en la excavación de las líneas profundas del metro de Londres permanece en su lugar en túneles en desuso debajo de la Estación de Moorgate.
La mayoría de los escudos de túneles todavía se basan libremente en el diseño de Greathead.

## Escudos de túnel manuales

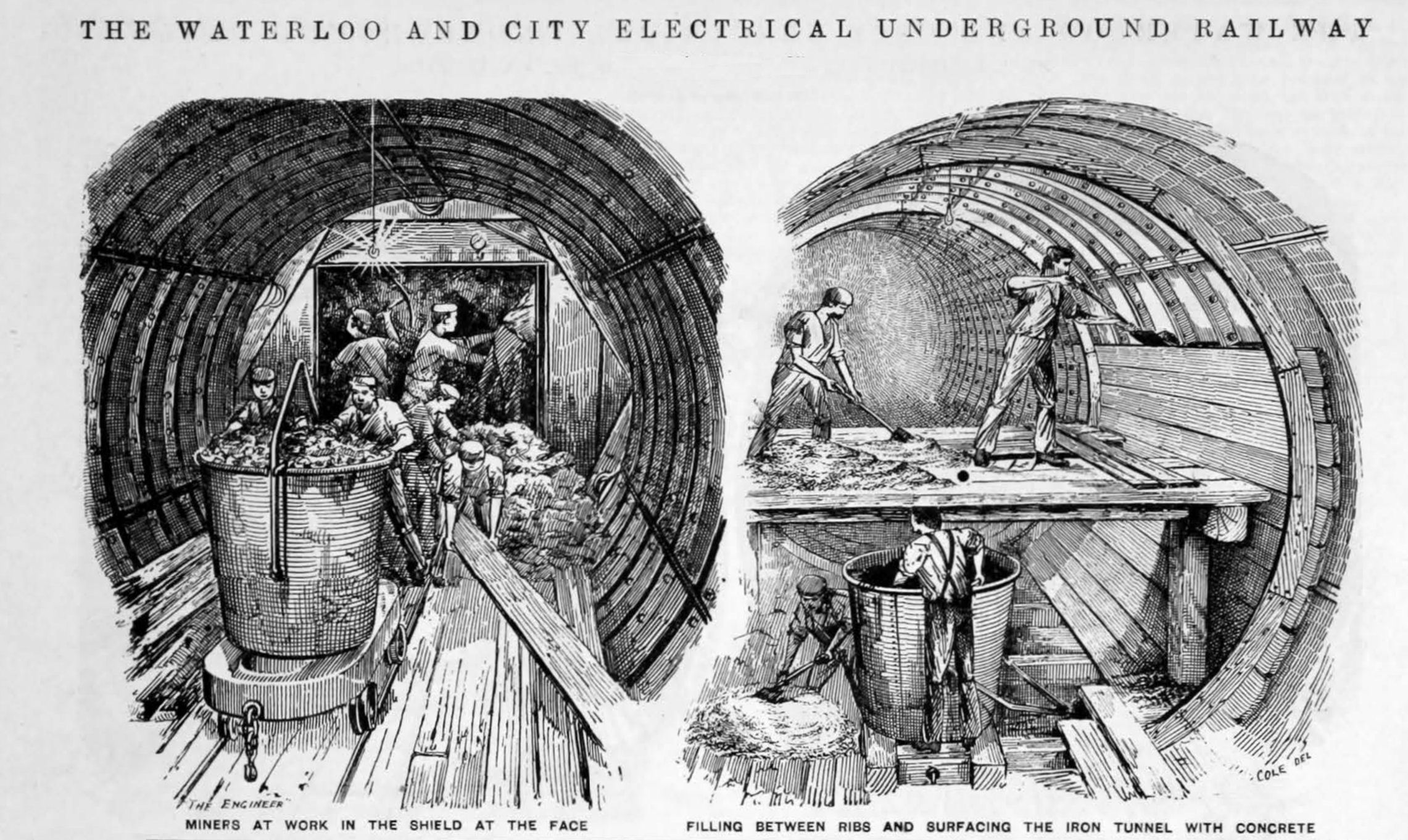
El escudo de túneles Greathead en uso en el Ferrocarril Waterloo & City

En los primeros túneles construidos con escudo, este funcionaba como una forma de proteger a los trabajadores que realizaban la excavación. Para hacer avanzar la galería, movían el escudo hacia adelante, reemplazándolo progresivamente con secciones preconstruidas de la pared del túnel. Los primeros túneles profundos del Metro de Londres se construyeron de esta manera. El escudo dividía la superficie de trabajo en partes superpuestas que cada trabajador podía excavar a mano individualmente.

## Tuneladoras modernas

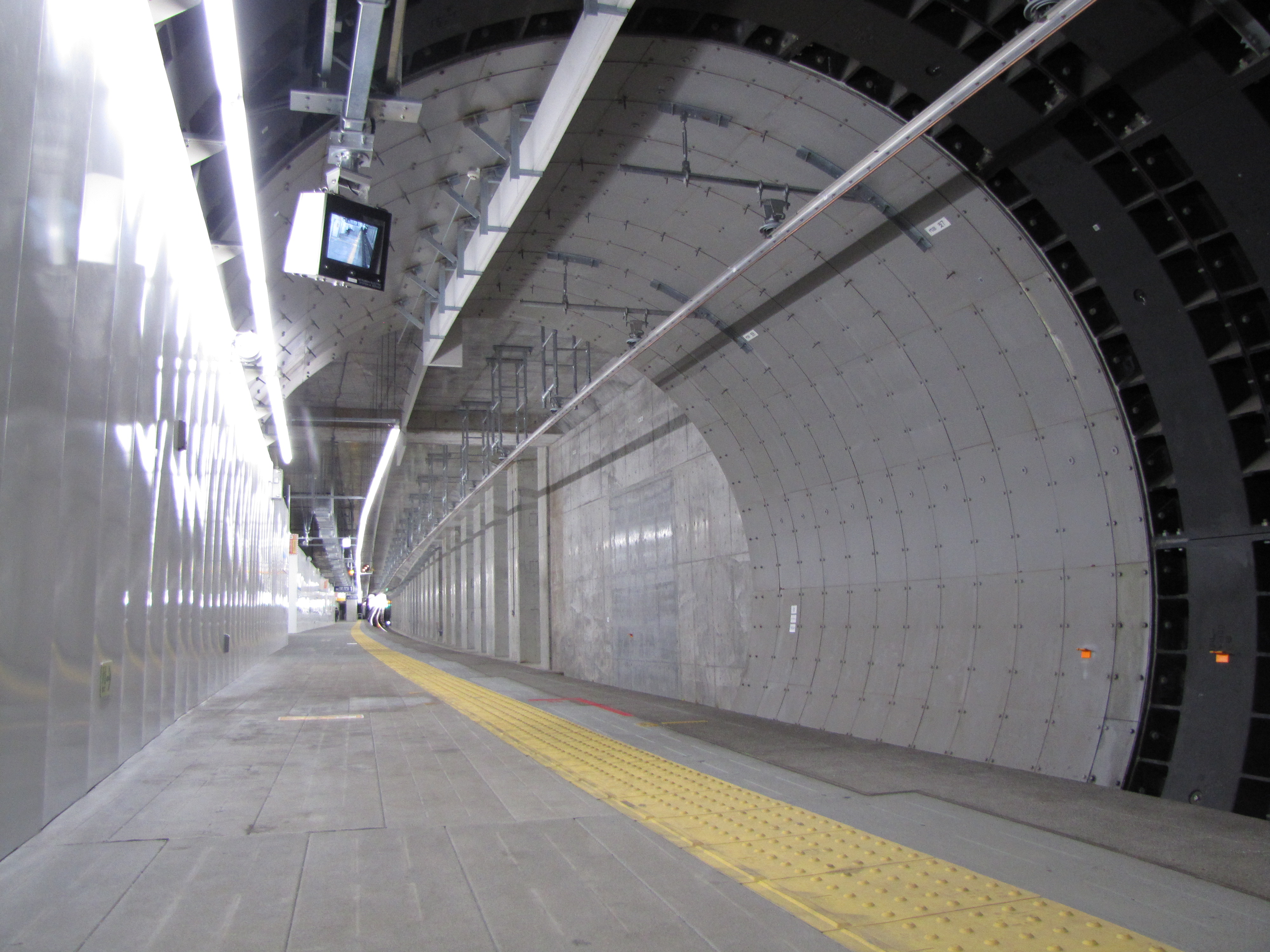
Armadura exterior de una tuneladora dejada en el túnel y utilizada como parte de la estructura de soporte

Una máquina perforadora de túneles o tuneladora (también conocida como TBM, por las siglas de su nombre en inglés: Tunnel Boring Machine) consta de un escudo (un gran cilindro de metal) y mecanismos de soporte para el arrastre.
Una rueda de corte giratoria está ubicada en el extremo frontal del escudo. Detrás de la rueda de corte hay una cámara donde el suelo excavado se mezcla con lodo (la llamada tuneladora con lodos) o se deja tal cual (equilibrado de presión de tierra o escudo EPB), según el tipo de tuneladora. La elección del tipo de tuneladora depende de las condiciones del suelo. También existen sistemas para la eliminación del terreno excavado (o de su mezcla con lodos).
Detrás de la cámara hay un conjunto de gatos hidráulicos apoyados en la parte terminada del túnel que se utilizan para empujar la TBM hacia adelante. Una vez que se ha excavado una cierta distancia (aproximadamente entre 1.5 y 2 metros), se construye un nuevo anillo de túnel utilizando el erector. El erector es un sistema giratorio que recoge los segmentos de hormigón prefabricado y los coloca en la posición deseada, donde se atornillan entre sí y al anillo anterior.
Detrás del escudo, en el interior de la parte terminada del túnel, se pueden encontrar varios mecanismos de apoyo que forman parte de la tuneladora: gatos hidráulicos para hacer avanzar la máquina, sistema de descimbrado, tubería de circulación de lodos si corresponde, salas de control, vías para el transporte de las dovelas de sostenimiento prefabricadas, cintas transportadoras para la extracción del material excavado o el sistema de ventilación.

## Revestimiento
El revestimiento del túnel es la pared del túnel. Por lo general, consiste en dovelas de hormigón prefabricado que forman anillos. Los revestimientos de hierro fundido se usaban tradicionalmente en los túneles del Metro de Londres, mientras que los revestimientos de acero se usaban a veces en otros lugares. El concepto de utilizar secciones de revestimiento moldeadas prefabricadas no es nuevo y fue patentado por primera vez en 1874 por James Henry Greathead.

## Escudos en Japón

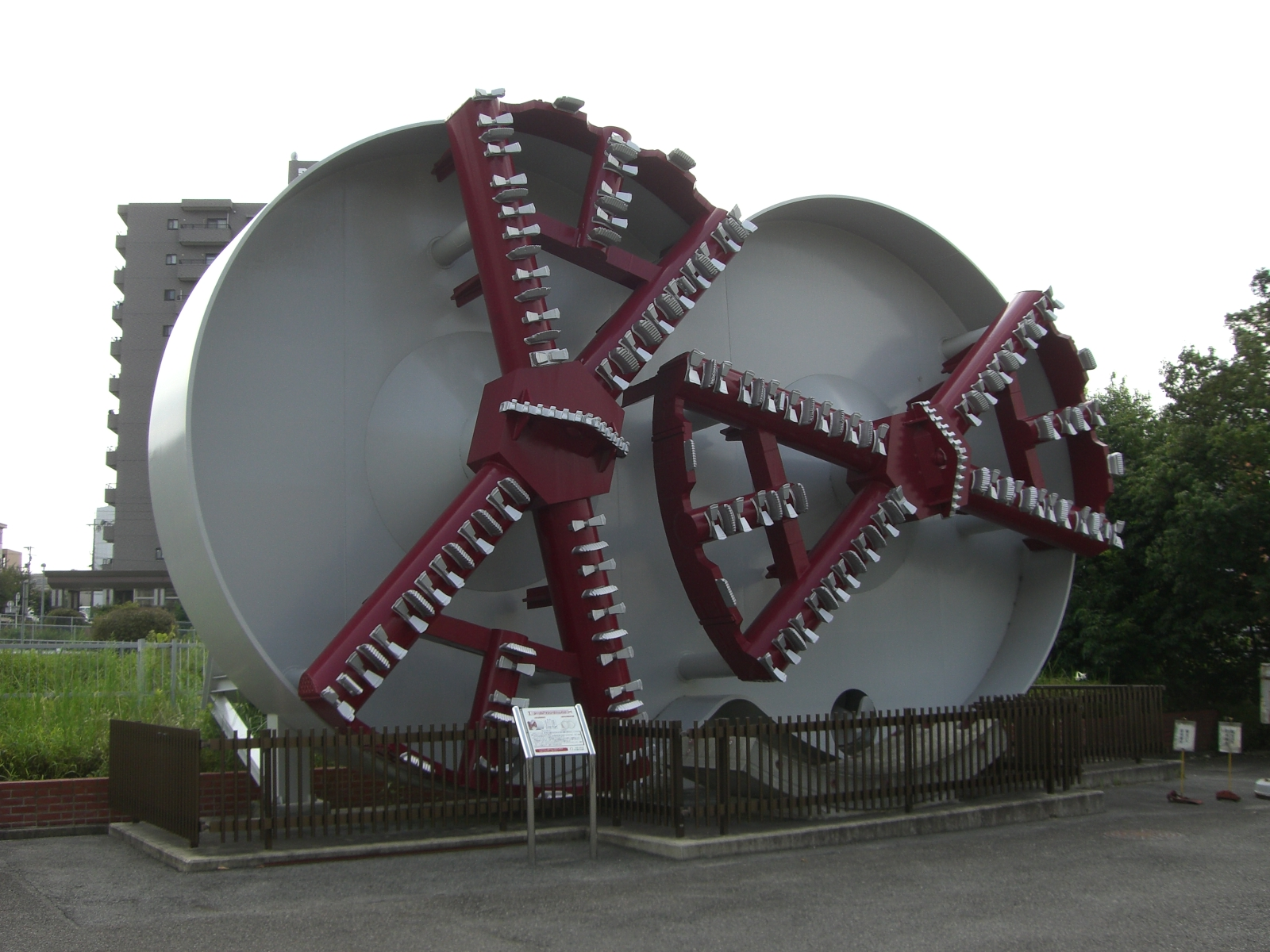
Tuneladora para excavar una galería en doble-O

En Japón existen varios enfoques innovadores para la ejecución de túneles, como el Double-O-Tube o DOT-tunnel, cuya sección está compuesta por dos círculos superpuestos. También hay escudos con brazos computarizados que se pueden usar para cavar un túnel en prácticamente cualquier forma.